# Konkret poesi
För andra betydelser, se Konkret.
Konkret poesi är en form av poesi som växte fram på 1950- och 1960-talet runt om i världen.

## Framväxt, influenser och vidareutveckling
Första gången termen nämndes var 1954 när den svenska poeten Öyvind Fahlström publicerade sitt "Manifest för konkret poesi" i tidskriften Odyssé. Senare samma år publicerade han en artikel i tidningen Expressen på samma tema. Där talade han om att "skapa med utgångspunkt från språket som konkret materia".
De största inspirationskällorna för de konkreta poeterna under 1960-talet var den konkreta musiken samt tidigare experimentella poeter som till exempel Kurt Schwitters, Gertrude Stein och de franska lettristerna.
En vidareutveckling av den konkreta poesin är visuell poesi. Denna utökar betydelsen av det visuella, och här dominerar de visuella, icke-skrivna elementen. Redan på 1960-talet definierade kritikern Mike Weaver tre former av konkret poesi, vilka skulle vara visuell (eller optisk) poesi, fonetisk poesi (ljudpoesi) och kinetisk poesi.

## Några svenska konkreta poeter
- Öyvind Fahlström
- Jarl Hammarberg
- Åke Hodell
- Bengt Emil Johnson
- Leif Nylén
- Carl Fredrik Reuterswärd
- Lars Norén